# Euphorbia alsinoides
Euphorbia alsinoides es una especie fanerógama perteneciente a la familia Euphorbiaceae. Es originaria de la  India.

## Taxonomía
Euphorbia abdita fue descrita por Friedrich Anton Wilhelm Miquel y publicado en Linnaea 26: 222. 1853.
Etimología
Euphorbia: nombre genérico que deriva del médico griego del rey Juba II de Mauritania (52 a 50 a. C. - 23), Euphorbus, en su honor – o en alusión a su gran vientre –  ya que usaba médicamente Euphorbia resinifera. En 1753 Carlos Linneo asignó el nombre a todo el género.
alsinoides: epíteto latino que significa "oculta".